# Бабыничи (Витебская область)
Бабыничи, Бобыничи (бел. Бабы́нічы) — деревня в Полоцком районе Витебской области Белоруссии. Административный центр Бабыничского сельсовета. 80 дворов. Население — 174 человека (2019).

## География

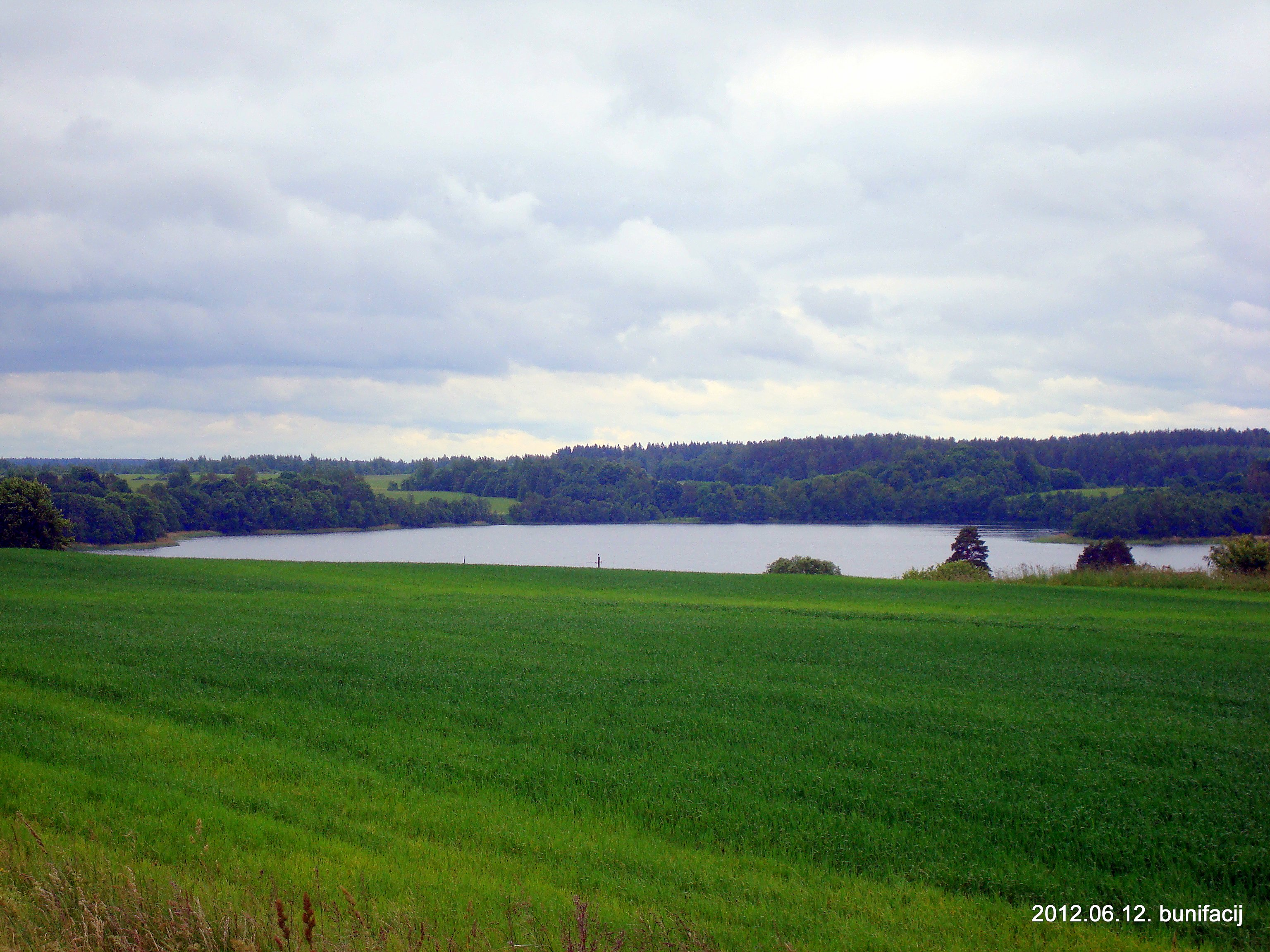
Озеро Бобыно

Деревня находится в 40 км к юго-западу от Полоцка, 17 км от железнодорожной станции Загатье. Стоит на перешейке между двумя озёрами: Бобыно и Несито.
Через Бобыничи проходит автодорога Ветрино — Ушачи, прочие местные дороги соединяют Бобыничи с окрестными деревнями.
Ближайшая ж/д станция в деревне Кульгаи в 7 км к северо-западу (линия Полоцк — Молодечно).

## История
Первое упоминание в источниках относится ко второй половине XVI века, когда оно принадлежало роду Корсаков. В XVII веке поселение получило статус местечка.
В результате второго раздела Речи Посполитой (1793) Бобыничи оказались в составе Российской империи, где стали центром волости Лепельского уезда Витебской губернии. В начале XX века существовали местечко Бобыничи, имение Бобыничи-Юровщина (70 домов, во владении В. Корсака), фольварк Бобыничи-Вовель (во владении А. Томашевича), местечко, а затем имение Углы-Бобыничи (Углы Бобыничские, владение Ф. Русецкого). В этот период большинство населения местечка составляли евреи.
В 1930 году был убит первый председатель колхоза М. Мялешко.
С 1919 по 1924 годы Бобыничи входили в состав РСФСР, с 1924 года — в БССР. Бобыничи стали центром сельсовета Ветринского района, после его упразднения в 1960 году — в Полоцком районе.
Во время Великой Отечественной войны Бобыничи были оккупированы нацистами, здесь было создано Бобыничское гетто, и почти все евреи — 108 человек — были расстреляны. Во время войны сожжено 26 дворов с 112 жителями. До 1990-х гг. — центр колхоза имени М. Мелешко, затем до 2007 г. СПК «Мелешко» (присоединен в 2007 г. к ОАО «Близница»).
В 2009 году вместе с деревней Дретунь — первая в Беларуси туристическая деревня.

## Инфраструктура
В деревне работают: АТС, ФАП, комплекс детский сад-СШ, клуб-библиотека, магазин, лесничество, ферма, агроусадьба «Гасцінны двор» (на озере Бобыно).

## Культура
- Дом культуры
- Музей

## События имероприятия
С 2009 года проводится праздник «Бабыніцкі Фэст».

## Достопримечательность
- Памятный знак в память о расстрелянных фашистами 108 евреям Бобыничского гетто.
- Действует Свято-Никольская церковь (кирпичная).
- Еврейское кладбище[3].
- Братская могила советских воинов (1941—1944) —  Историко-культурная ценность Республики Беларусь, шифр 213Д000642

### Утраченное наследие
- Церковь Святой Евфросинии Полоцкой. Построена в 1906, существовала в 1924 году.

## Галерея

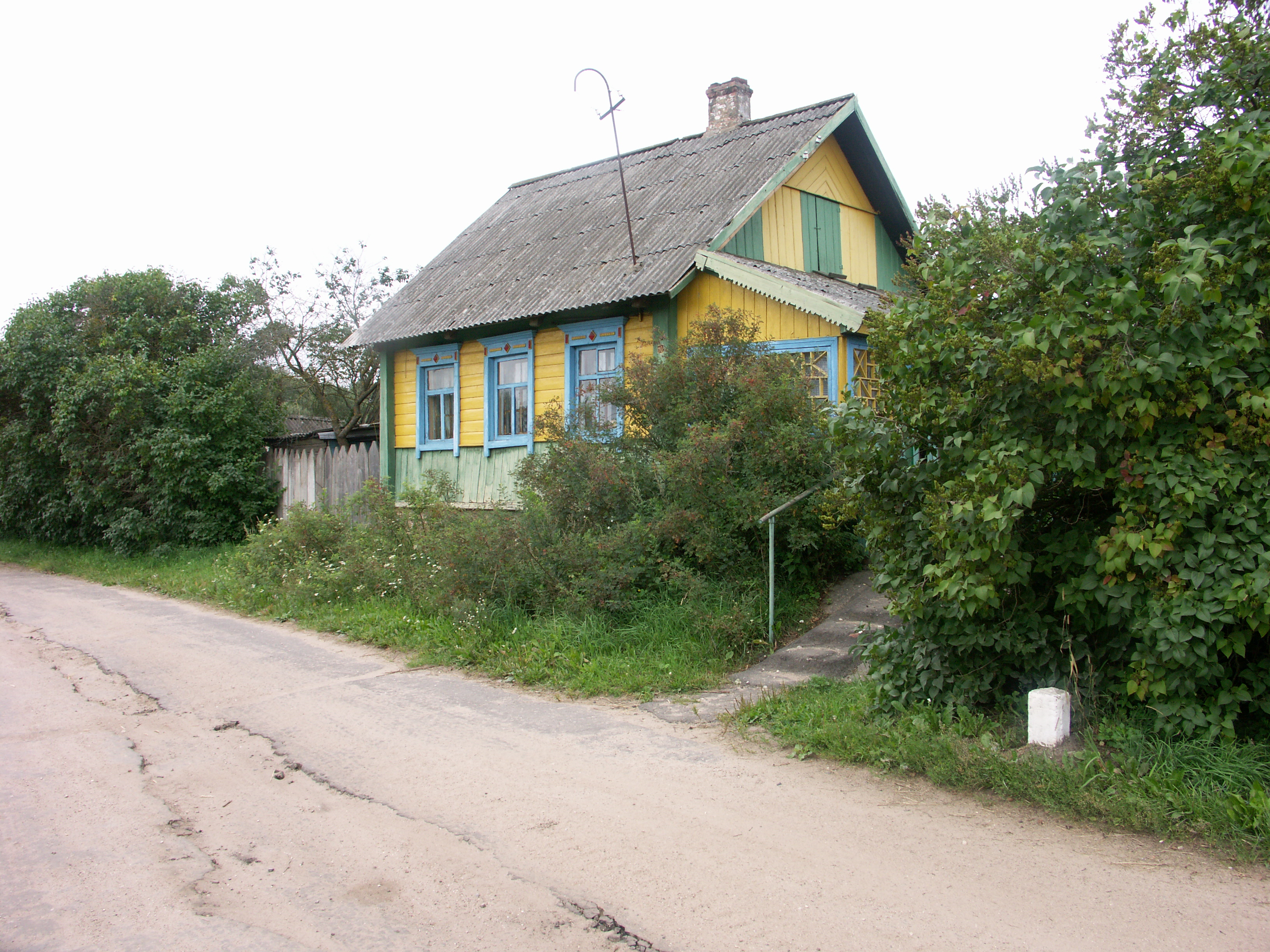
Дом
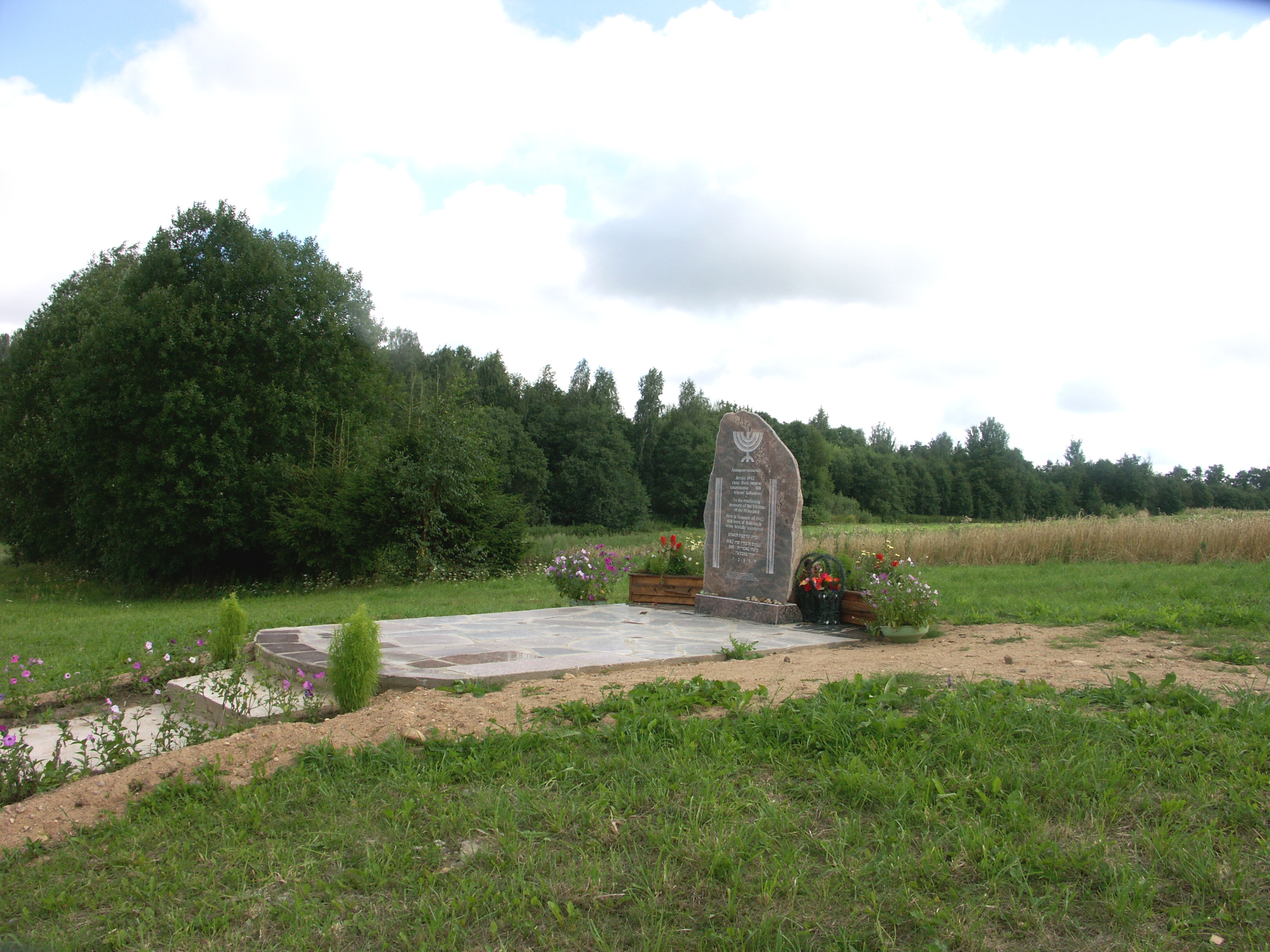
Памятник евреем, погибшим в гетто
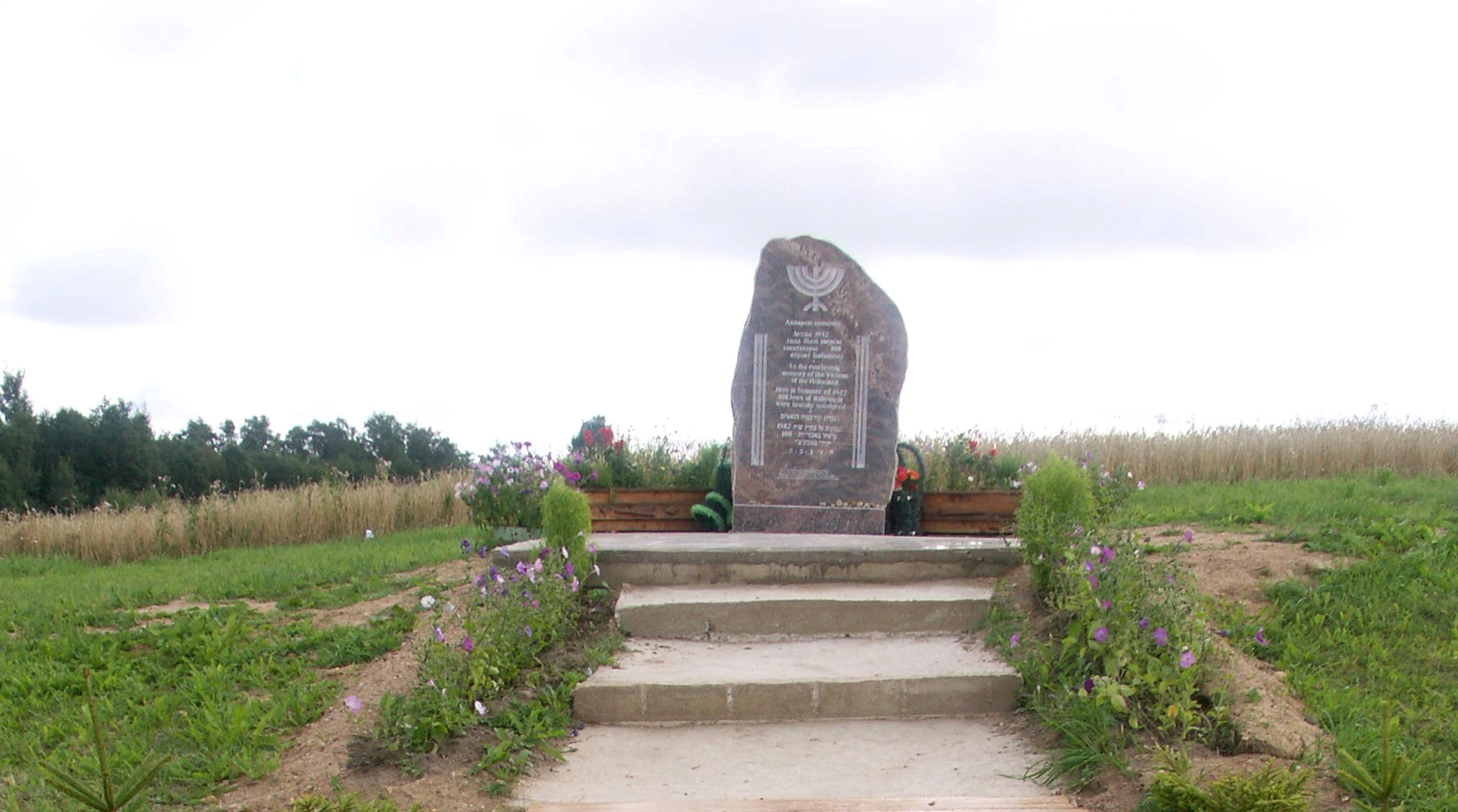
Памятник евреем, погибшим в Бобыничском гетто
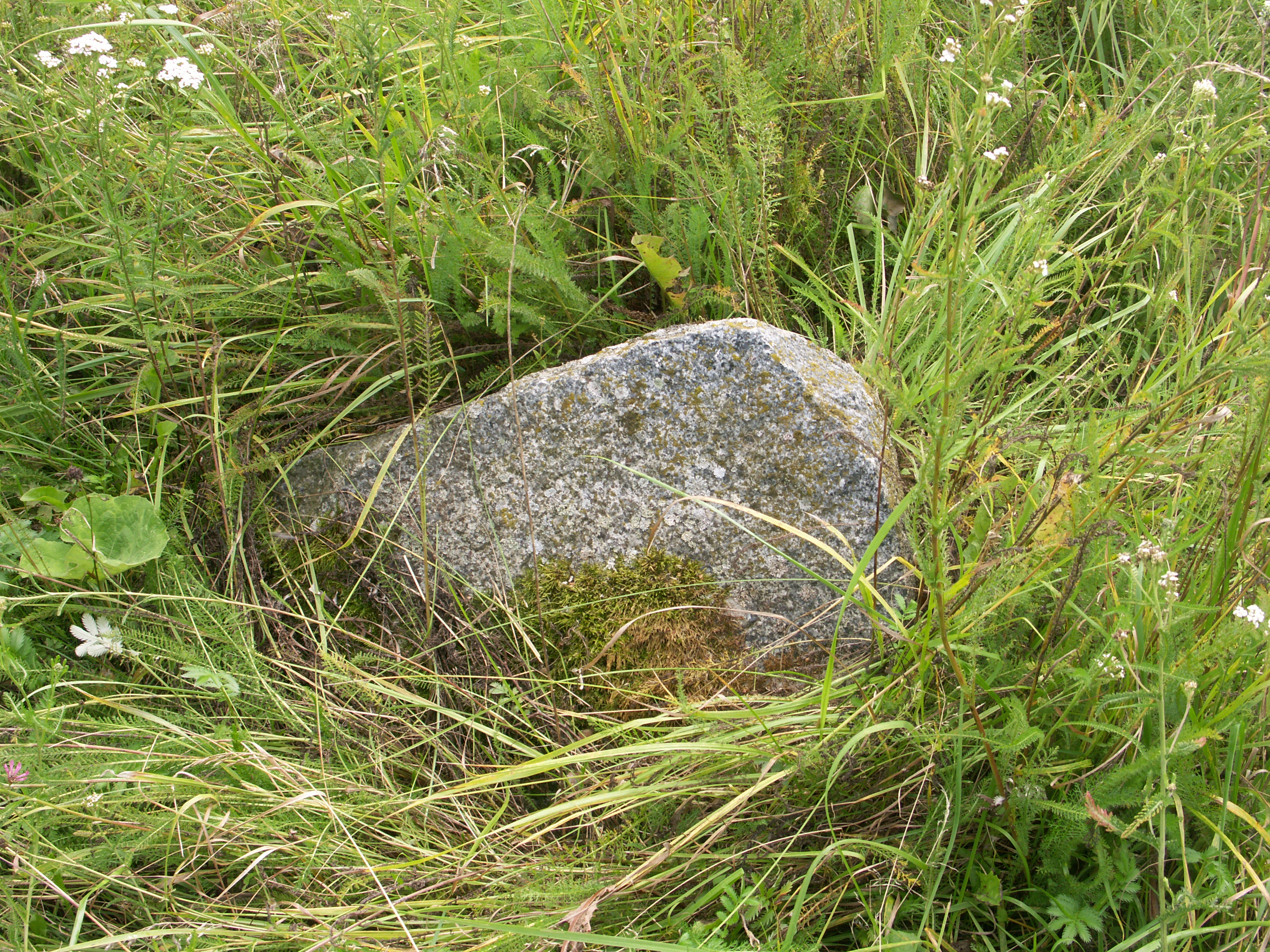
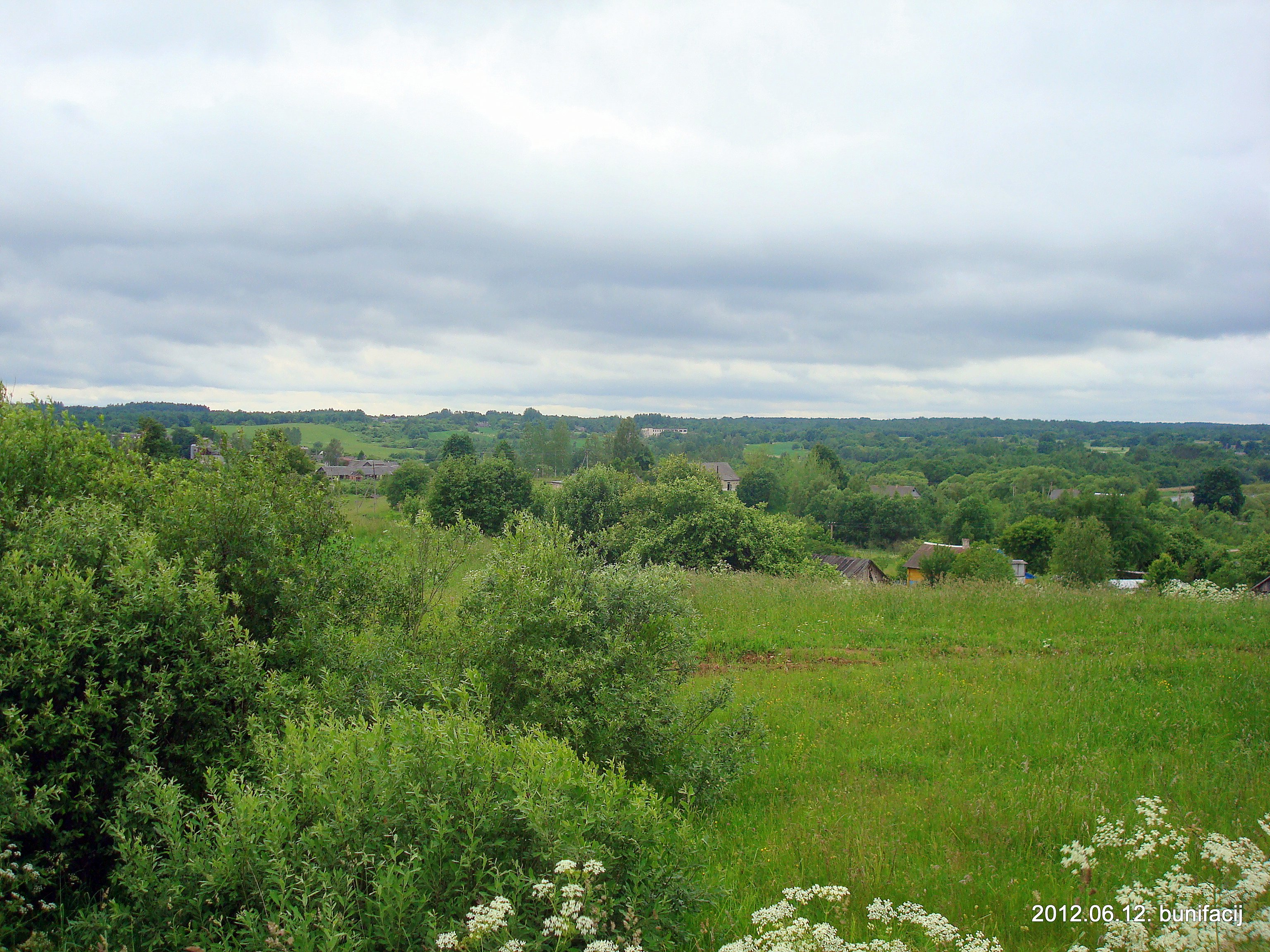
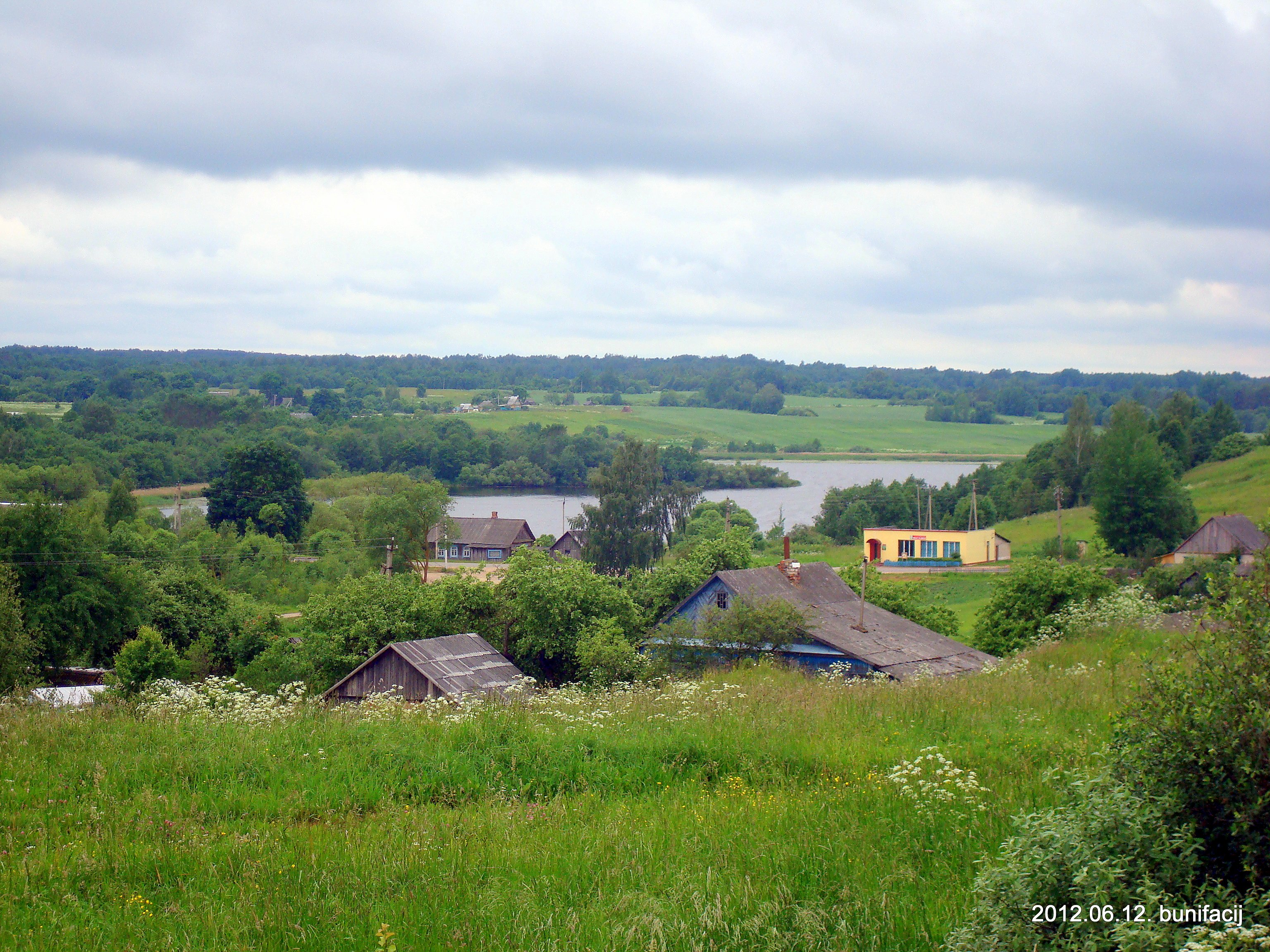
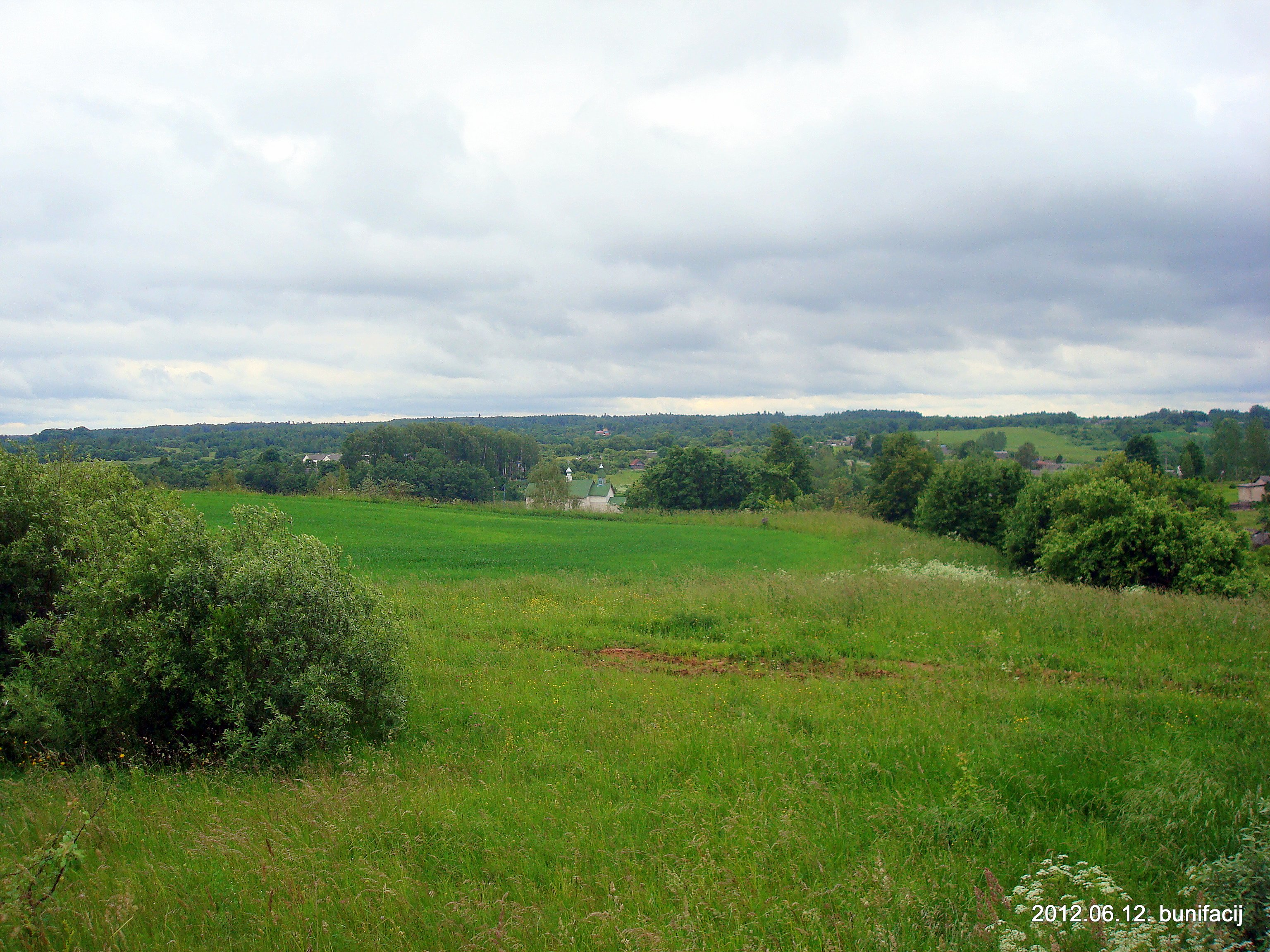
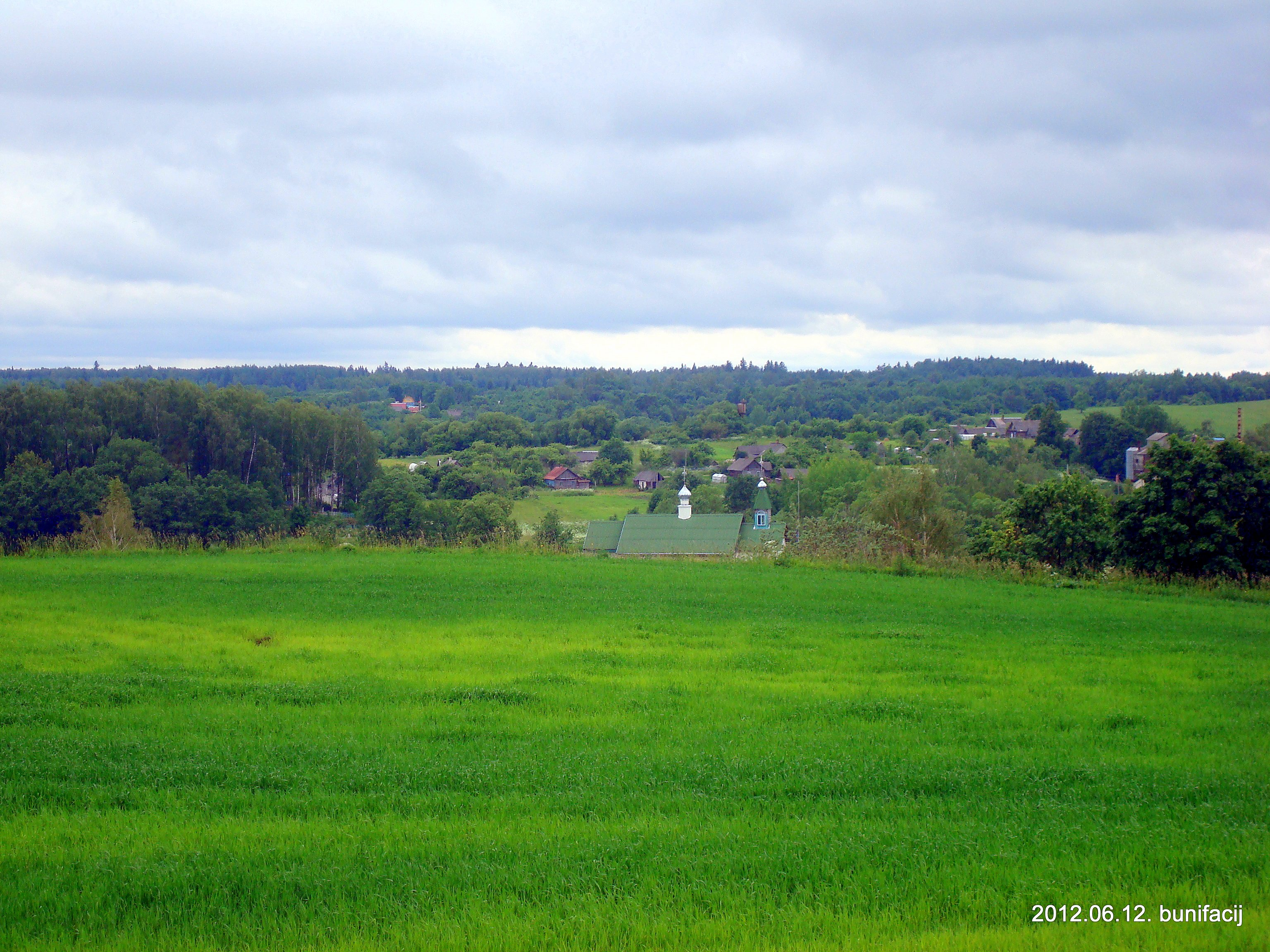
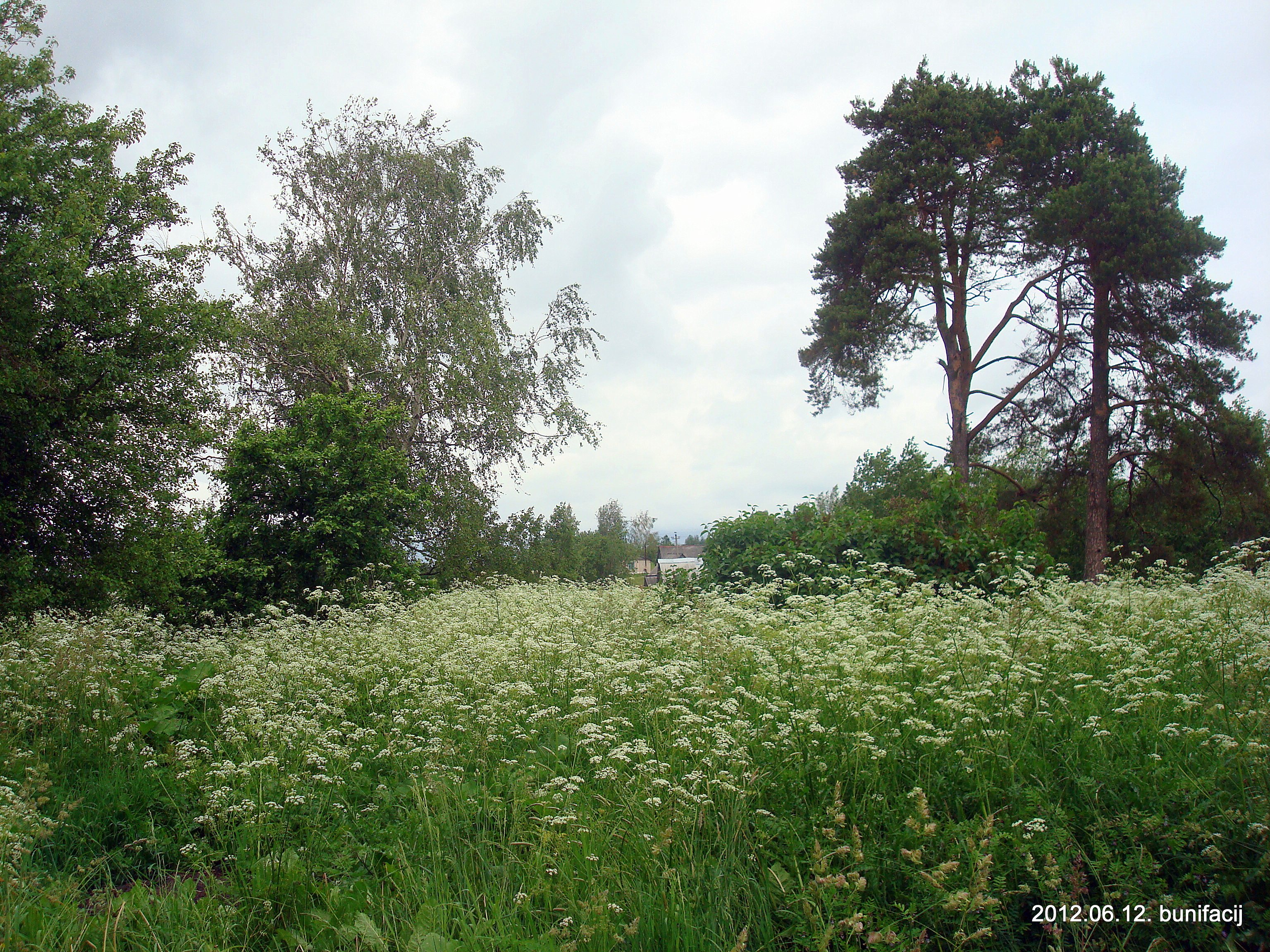
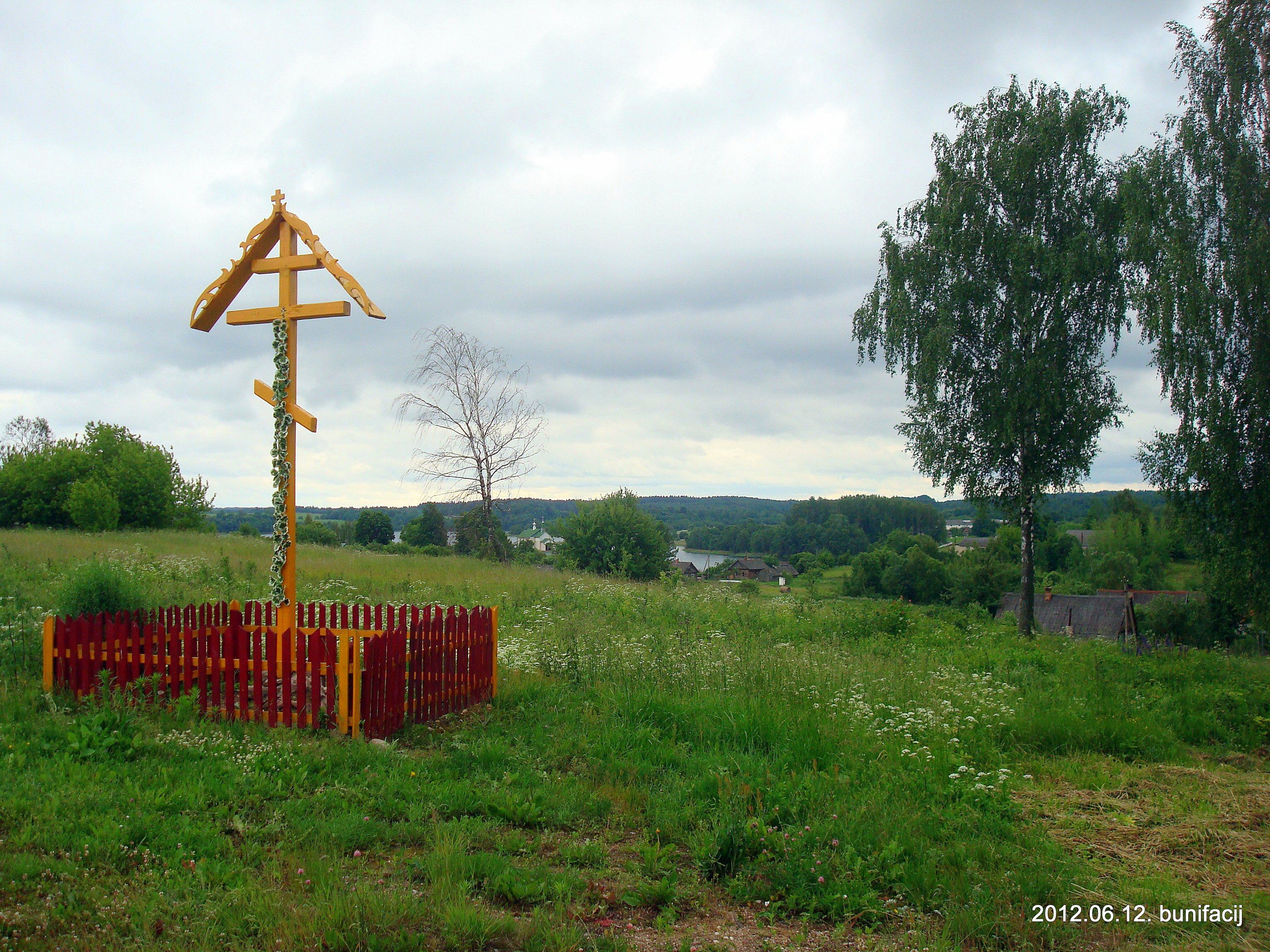
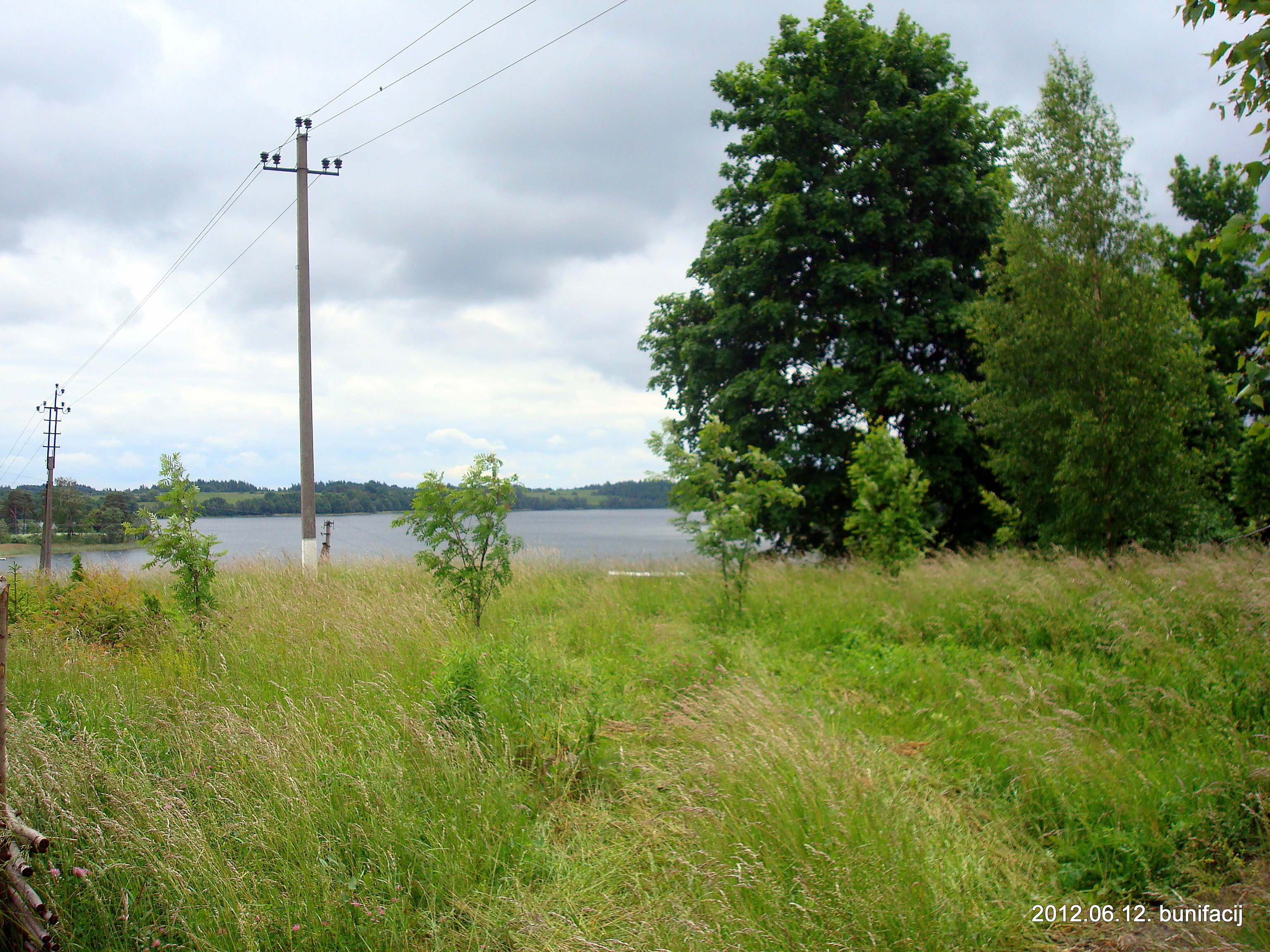
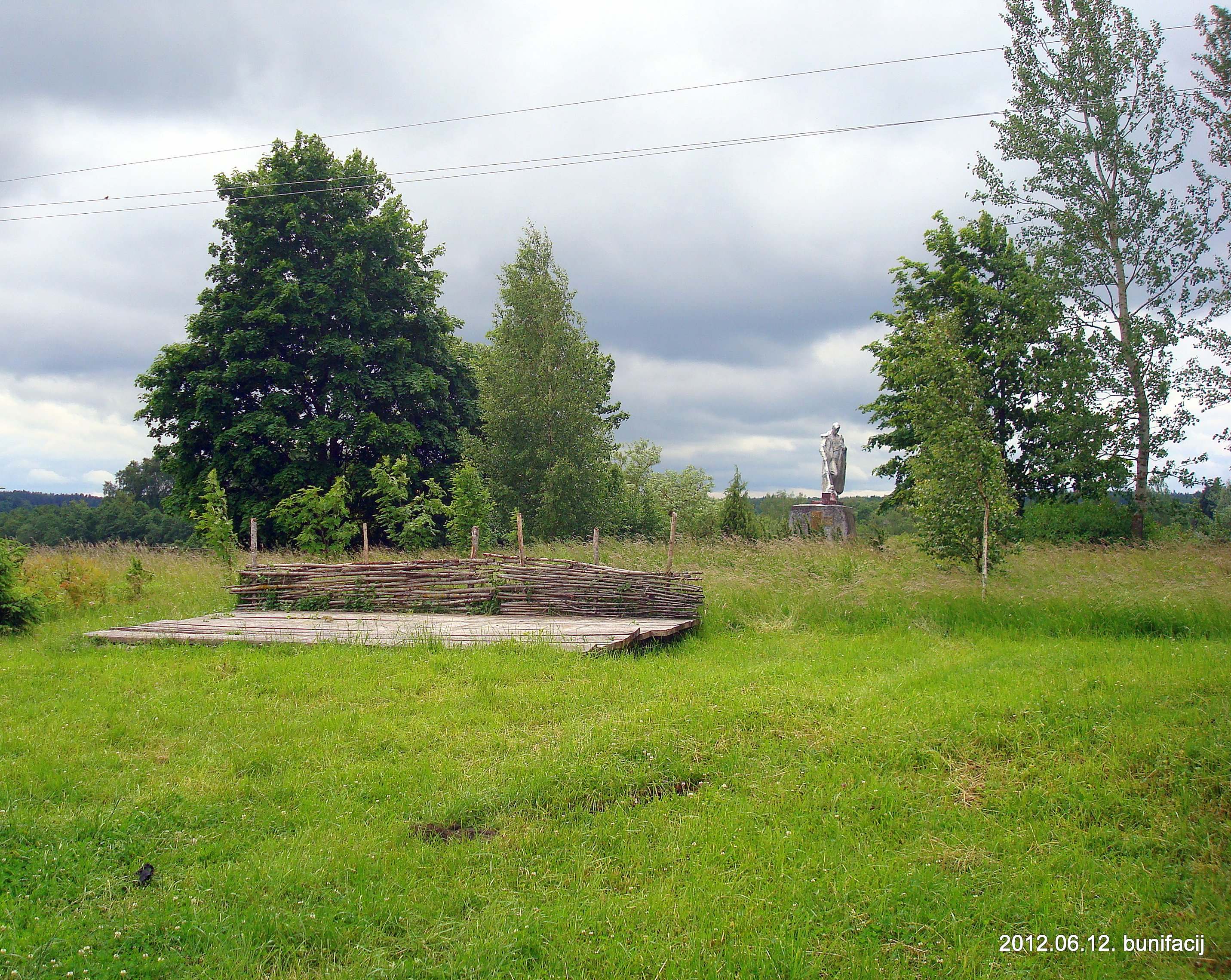
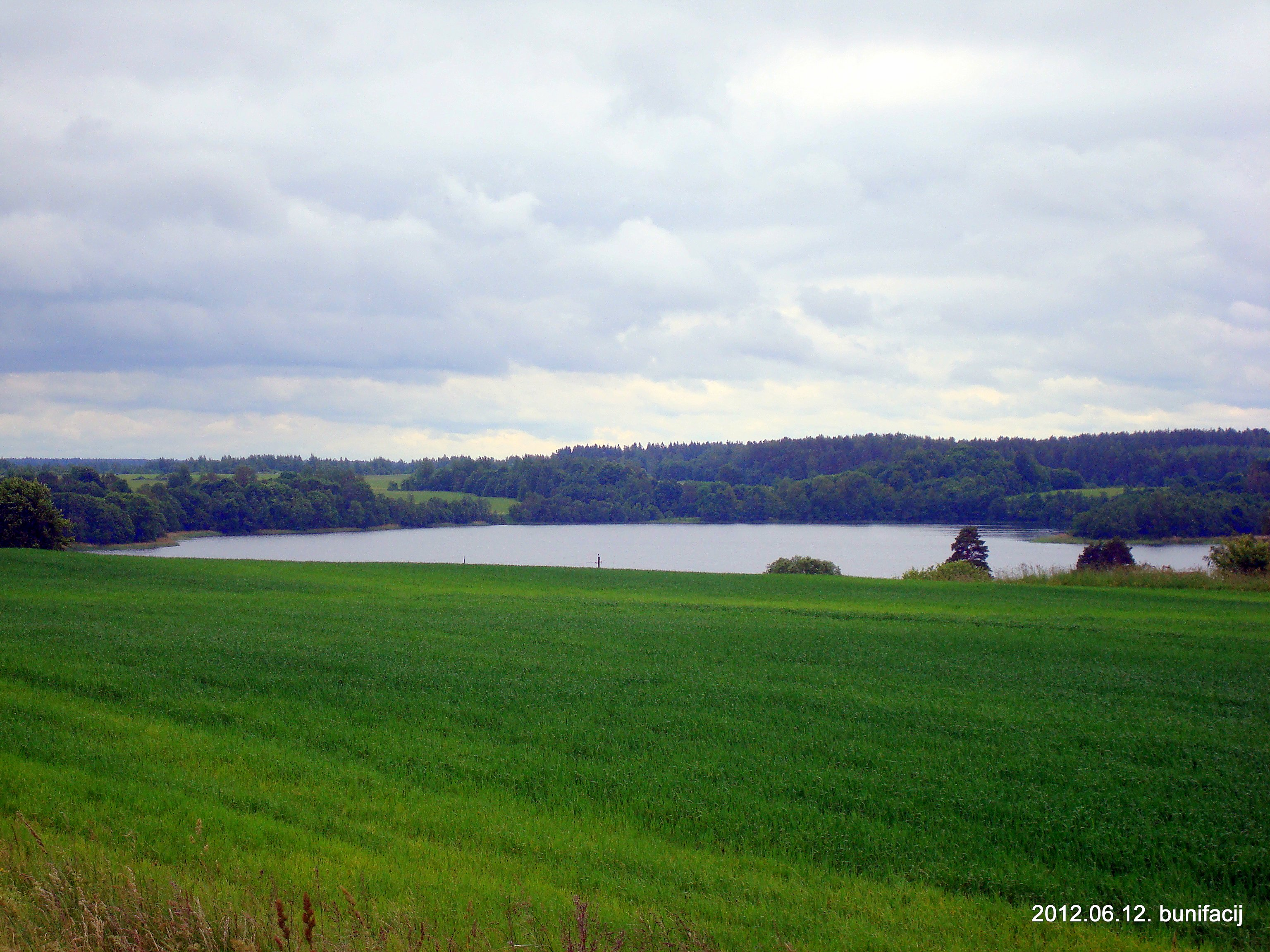
Озеро Бобыно
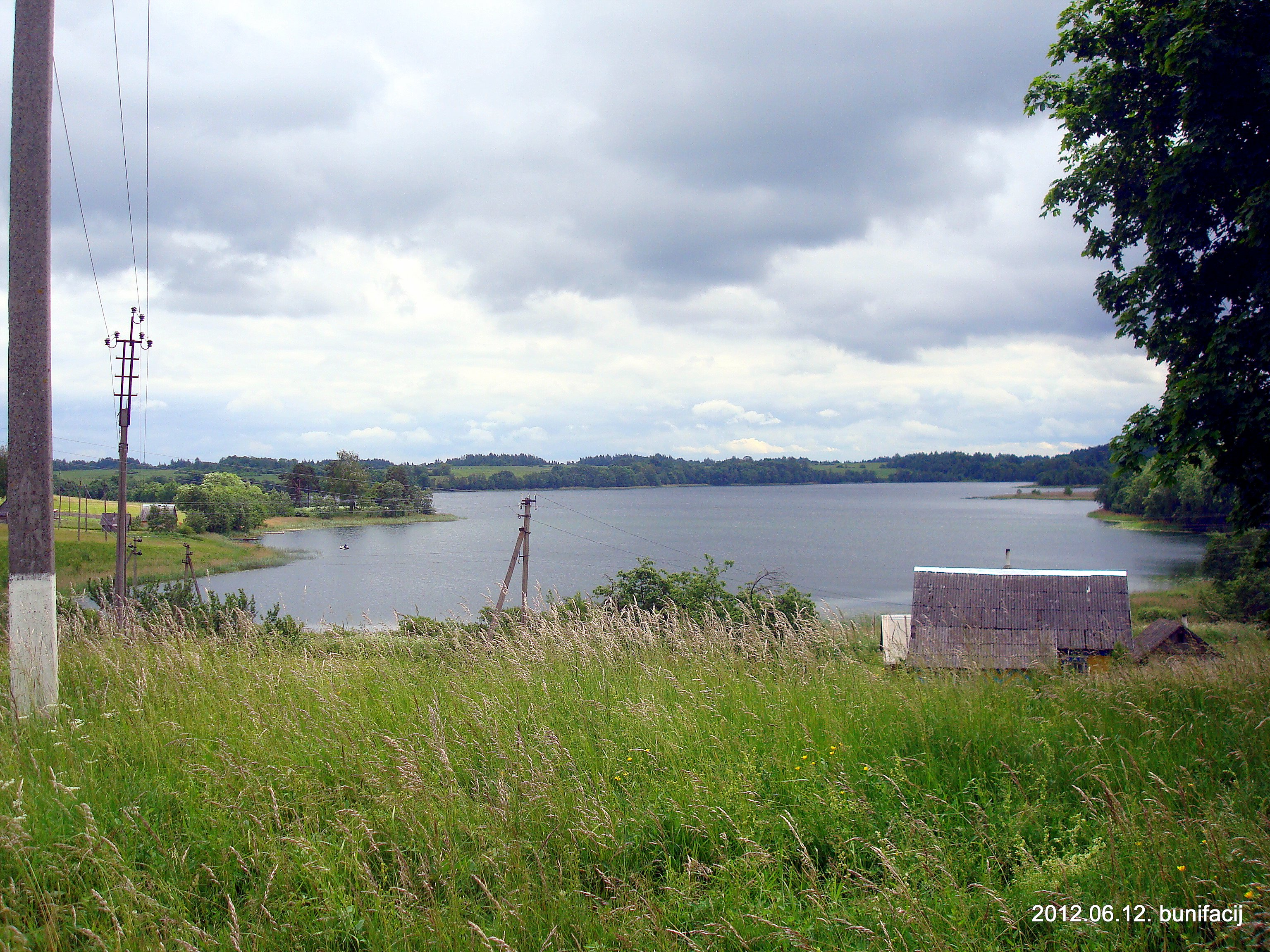
Озеро Несито
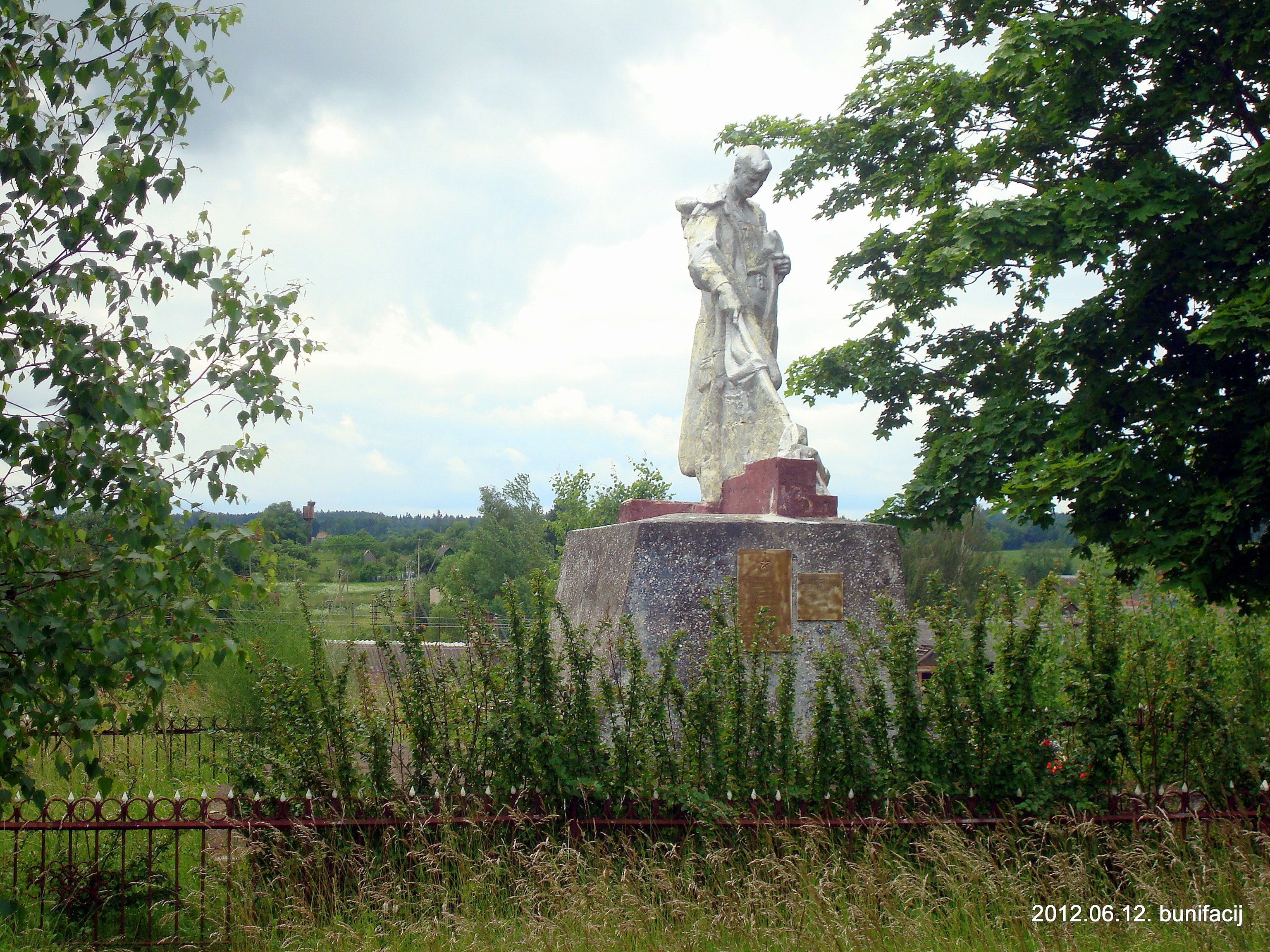
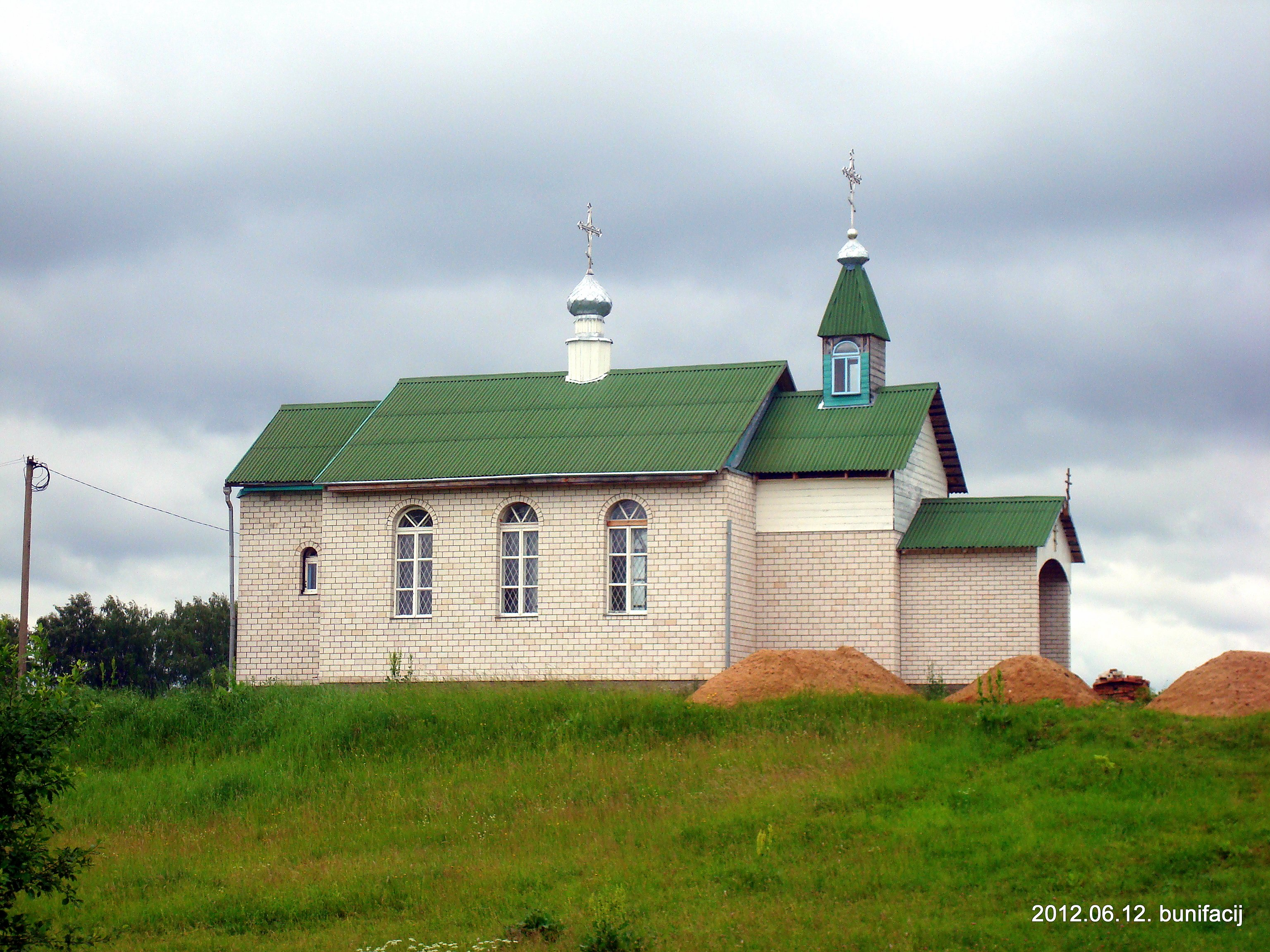
Церковь
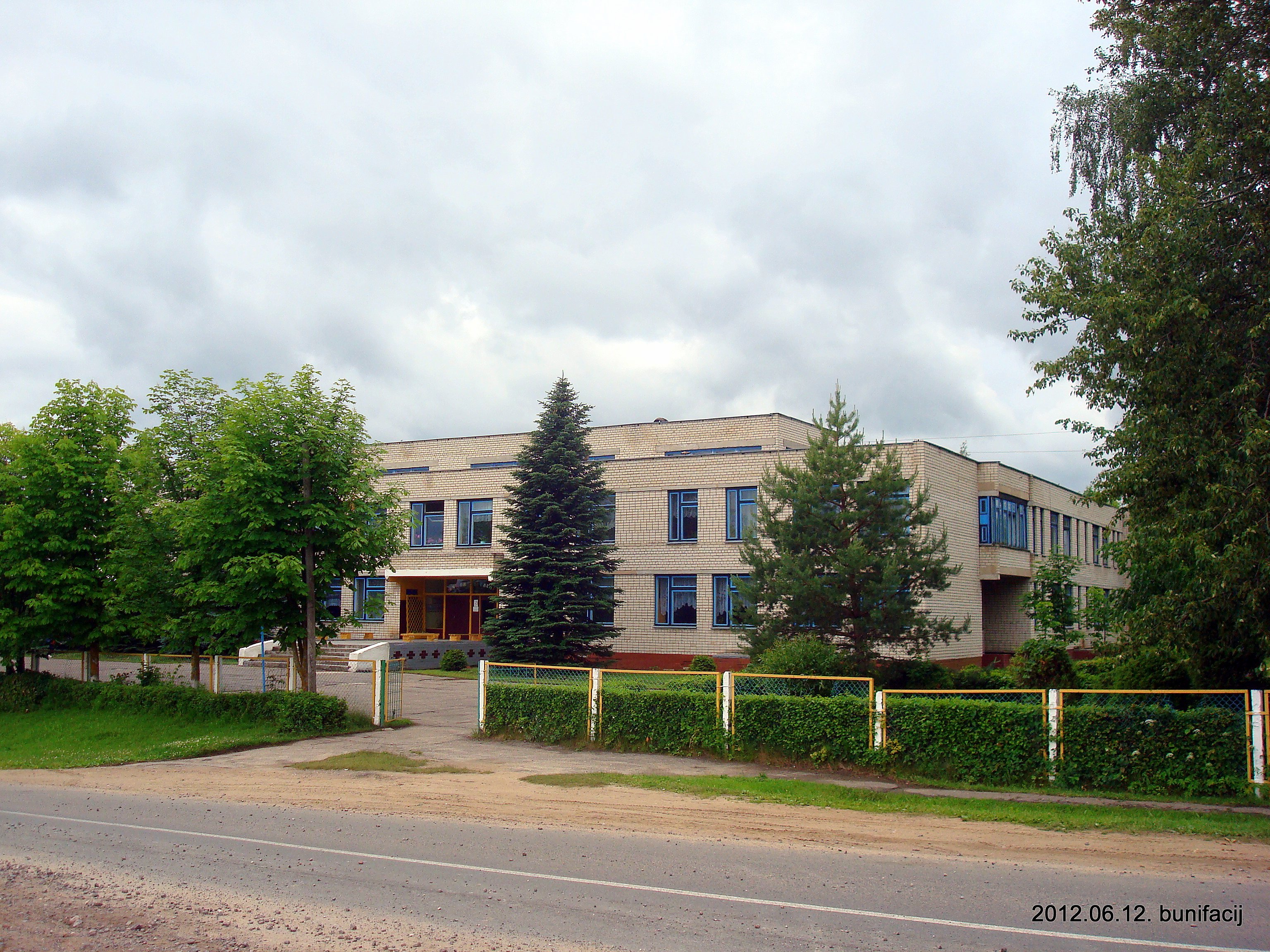
Школа